# Leomie Anderson
Pour les articles homonymes, voir Anderson.
Leomie Anderson est une mannequin britannique née le 15 février 1993 à Wandsworth.

## Biographie
À l'âge de quatorze ans, elle est repérée par un agent à Londres,. Elle commence à défiler trois ans plus tard, pour Marc Jacobs,, puis travaille pour des marques comme Loewe, Emporio Armani, Jeremy Scott, Tommy Hilfiger ou Oscar de la Renta. En 2012, elle ouvre une chaîne YouTube, « Cracked China Cup » dans laquelle elle partage son quotidien de jeune mannequin.
En 2015, elle défile pour la marque de lingerie Victoria's Secret,,,. Elle prend part aux trois défilés annuels suivants, et devient un « Ange », l'une des égérie de la marque, en 2019,,,,,.
Rihanna la choisit pour être l'une des égérie de Fenty Beauty lors du lancement de la marque de cosmétiques en 2017,,.

## Engagements
Militante pour les droits des femmes, elle donne une conférence TED et se rend dans des écoles et dans les universités d'Oxford et de Cambridge pour parler de ce sujet. Elle participe également à la marche des femmes de Londres.
Elle crée une plateforme de blogging, LAPP (Leomie Anderson the Project the Purpose), qui incite les femmes à raconter leur histoire personnelle et partager conseils et points de vue. Alors que la communauté de lecteurs grandit, le fonctionnement du blog nécessite des fonds supplémentaires. Elle crée alors la marque de vêtements LAPP the Brand dont une grande partie des revenus aident à financer le blog. La marque commercialise entre autres des vêtements exprimant des messages engagés.
Elle dénonce également le racisme dans le monde de la mode, notamment en coulisse des défilés,.

## Distinction
- 1re cérémonie des Diversity in Beauty Awards : model activist[8].